# Ricardo de la Puente Bahamonde
Ricardo de la Puente Bahamonde (Ferrol, La Corunya, 1895 - Ceuta, 4 d'agost de 1936) va ser un aviador i militar espanyol, cosí del dictador Francisco Franco.

## Biografia
Era cosí germà de Franco per part de mare. Va participar en la Guerra del Rif de forma destacada, sent per això condecorat amb l'Orde Militar de Maria Cristina. Durant la revolució d'Astúries de 1934 es va negar a bombardejar als miners asturians, la qual cosa la va valer ser destituït pel seu cosí Francisco, llavors cap de l'Estat Major.
La Revolta militar de Melilla el 17 de juliol de 1936 el va sorprendre com a comandant de l'Aeròdrom de Tetuan-Sania Ramel, al Protectorat del Marroc. De la Puente va telefonar a l'Alt Comissari del Marroc, Arturo Álvarez-Buylla Godino, per comunicar-li que ell i la seva esquadrilla es mantindrien fidels a la República. Però tot va ser en va. Les forces marroquines al comandament del coronel Sáenz de Buruaga aviat van voltar la base aèria i a l'alba del 18 de juliol la resistència dels lleials al govern havia acabat. De la Puente es va rendir no sense abans ordenar als seus homes que inutilitzaren els Breguet XIX que es trobaven desplegats en la base.
Quan el seu cosí Francisco va arribar a l'Aeròdrom de Tetuan per assumir el comandament de l'Exèrcit revoltat, els oficials revoltats li van informar del succeït. Franco va donar el seu consentiment al fet que fos executat encara que delegà en el General Orgaz perquè signés la sentència de mort. Jutjat en cort militar pel delicte de "traïció", fou afusellat el 4 d'agost de 1936 a Monte Hacho (Ceuta).